# Zefevazia rosascostai
Zefevazia rosascostai es una especie de coleóptero de la familia Geotrupidae.

## Distribución geográfica
Habita en Paraguay y Argentina.